# 永安軍節度使
永安軍節度使，五代後漢在今陝西省府谷縣設立的節度使，後漢天福十二年（947年）二月，升北京留守所領府州為永安軍節度使，以府、勝2州隸之。乾祐三年（950年）四月廢節度使。
後周顯德元年（954年）五月，升府州為節鎮，復永安軍節度使，仍領府、勝2州。顯德四年（957年），北漢鄰州屬後周，隸屬永安軍。

## 歷代節度使
- 折從阮（947-950）
- 折德扆（954-963）
- 折御勋（963-977）